# 类花生酸
类花生酸（又称为类二十烷酸或是類花生油酸）是由含二十个碳的多元不饱和脂肪酸衍生而来的脂类中的一个家族，这类化合物都含有二十个碳原子，因此又被称为“类二十烷酸”。其中包括几类具有多种生物活性的分子：前列腺素（prostaglandins）（以及前列环素）、凝血噁烷（或稱血栓素，thromboxanes）、白三烯（leukotrienes）、脂氧素（lipoxins）、緩解因子（resolvins）以及 eoxins等。其前体主要是花生四烯酸，也有少量的γ-高亚麻油酸与二十碳五烯酸。普遍存在于人和哺乳动物的组织细胞中，参与平滑肌的收缩或舒张、血小板聚集及炎症反应。
在生物化學上，類花生酸是一些由有20個碳鏈結的脂肪酸氧化作用而形成的「傳訊分子」（signaling molecules）。由花生油酸（或稱為二十碳四烯酸）或者其他的多元不飽和脂肪酸（PUFAs: polyunsaturated fatty acids）經由酵素性或非酵素性氧化而成。它們是脂氧化物（不同形式碳鏈的脂肪酸氧化物）的次類別；但是由於它們作為細胞信號分子的絕對重要性，因此將它們和其它的脂氧化物區分開來。類花生酸作用在多種生理上以及病理上的系統，這些包括了：促進或抑制發炎、過敏、發燒以及其他免疫反應；左右或者影響妊娠流產和正常生產；促成疼痛的感知；調控細胞的生長；控制血壓；調節局部性的血流進入組織。在這些作用運作的過程中，類花生酸最常作為「自泌傳訊劑」（autocrine signaling agents）去影響他們自身的細胞，或者作為「旁分泌傳訊劑」（paracrine signaling agents）去影響鄰近他們自身細胞的細胞。然而，他們也可以作為「內分泌劑」（endocrine agents）去控制遠端細胞的運作。由類花生酸主導的控制網絡在人類身體中是最為複雜的。
在這許多種類花生酸的家族中，對於每一個亞家族，有可能具有至少5個獨立系列的代謝物，兩個系列從ω-6 PUFA 衍生出來，分別是花生四烯酸（Arachidonic acid）和雙同素γ-次亞麻油酸（dihomo-gamma-linolenic acids），一個系列從ω-3 PUFA 衍生出來，即為二十碳五烯酸（eicosapentaenoic acid，簡稱EPA），一個系列從ω-9 PUFA 衍生出來，即為蜜胺酸（mead acid）。
類花生酸主要由兩大類的多元不飽和脂肪酸所形成，亦即 omega-6 (ω-6) 和 omega-3 (ω-3) 脂肪酸。由於人類以及其他的哺乳動物無法將omega-6 (ω-6) 轉化成 omega-3 (ω-3) 脂肪酸，因此，這兩大類脂肪酸在哺乳類動物組織中的相關基準量以及這些組織中「ω-6脂肪酸衍生類花生酸」對 「ω-3 脂肪酸衍生類花生酸」的對應量，是直接取決於「膳食ω-6」和「ω-6脂肪酸消耗」的對應量。這些觀點是非常重要的，因為類花生酸是從這兩大類通常有著相反作用的脂肪酸所衍生出來的。例如，許多的「ω-6 脂肪酸衍生類花生酸」有著「促炎」的作用而「ω-3 脂肪酸衍生類花生酸」則是有著弱或無「促炎」的作用；在這些情形下，ω-3 脂肪酸和ω-6脂肪酸彼此競爭使用相同的代謝途徑，因此，相對上非活性的ω-3 脂肪酸衍生產物取代了活性的ω-6 脂肪酸衍生產物。更進一步來說，一些「ω-3 脂肪酸衍生類花生酸」，被稱為resolvins（如同ω-3 脂肪酸的代謝物［被稱為docosanoids〕，二十二碳六烯酸［docosahexaenoic acid〕），有著強力的抗炎作用。同樣地，在「ω-3 脂肪酸衍生類花生酸」被抑制的時候，「ω-6 脂肪酸衍生類花生酸」會促使過敏反應、動脈粥樣硬化、高血壓、癌細胞增長、以及其它生理上致病的過程。因此，富含ω-6 脂肪酸的飲食建議將會促進，而相反的富含ω-3 脂肪酸的飲食建議則將會抑制發炎以及過敏反應、動脈粥樣硬化、高血壓、癌症增長，以及其他致病過程。